# يعقوب المهنا
يعقوب يوسف المهنا (مواليد 21 مارس 1975) مخرج سينمائي وموسيقي كويتي. قام بإخراج مقاطع فيديو موسيقية لمطربين خليجيين معروفين مثل راشد الماجد، ورحمة مزهر، وعلي البدر. اشتهر بأعماله الفنية المتنوعة التي تشمل الرسم والشعر، كما أنه موسيقي موهوب، حيث اكتسب مهاراته من عائلته العريقة في مجال الموسيقى. عمل أيضًا على العديد من الإعلانات التلفزيونية والأفلام الوثائقية والحفلات الموسيقية. وكان أحدث أعماله كليب لأغنية "البتول" للفنان السعودي الشهير راشد الماجد.

## الحياة المبكرة
ولد يعقوب في الكويت. والده هو الموسيقار الكويتي يوسف المحنا، ووالدته تحمل الجنسية اللبنانية. نشأ في عائلة فنية، مع حب للفن والموسيقى والشعر. تعلم الخبرة في الموسيقى من عمه، المغني والشاعر، عبد المحسن المحنا ماجد المحنا. على الرغم من نشأته في عائلة من الموسيقيين، فقد اختار مجال صناعة الأفلام والتلفزيون للتعبير عن الذات والشغف الفني. أكمل المرحلة الثانوية في مدرسة نيو إنجلش (الكويت). التحق بالجامعة في جامعة مدينة سياتل وتابع دراسات عليا في ماجستير إدارة الأعمال في الأكاديمية العربية للعلوم. لتطوير موهبته الفنية، سافر إلى ألمانيا (هامبورغ وفوبرتال) وبرشلونة في إسبانيا للحصول على الخبرة في مجال الإخراج وصقل موهبته في مجال الإخراج والتصوير السينمائي.

## هوايات اخرى
بعيداً عن كونه مخرجاً، تمكن يعقوب من اكتساب مهارة أخرى، وهي الفنون القتالية. ورغم أنها قد تعتبر هواية، إلا أن "كونغ فو ساندا" كما يصف نفسه، قد فاز بأول ميدالية برونزية في بطولة الخليج للكويت الرسمية لوزن 90 كجم، وذلك في البطولة العربية التي أقيمت في الأردن، على مدار عامين متتاليين، 2008 و 2009. وعلى الرغم من أنه كرس نفسه كمخرج، إلا أن تركيزه الذهني لم يكن مقتصراً على الإخراج فقط. فقد أصبح بطل كاراتيه بخبرة متميزة في الفنون القتالية على يد المدرب إسلام فؤاد من مصر.